# Тайна голливудской мамы
«Тайна голливудской мамы» (англ. The Hollywood Mom's Mystery) — детективный триллер. Фильм снят по книге Линдсэя Маракотта «The Dead Hollywood Moms Society». В России был показан на русской версии телеканала «Hallmark».

## Сюжет
В поисках славы и денег многие люди приезжают в Голливуд не зная, что за дорогими фильмами стоят огромные человеческие трагедии. Именно с этим столкнулась Люси Фрирс. Она с мужем Китом и дочерью тоже приехала сюда с целью стать богатой. Точнее этого хотел её муж, так как он продюсер, и ему место только здесь. Люси же пишет детские книги, что впрочем не приносит никакой прибыли, так как в этом городе никто не читает. Последние фильмы Кита оказались провальными и им приходится переехать в другой дом. Обставляя старый дом для продажи, она обдумывала сюжет новой книги, которую впервые собиралась написать для взрослых.
И всё бы хорошо да перед самым приходом покупателей она нашла в бассейне собственного дома труп молодой девушки. Это жена известного деятеля в Голливуде, которая пришла поплавать. В убийстве подозревают Кита Фрирса.
Люси решает доказать невиновность мужа и проводит своё расследование. Один из другим всплывают новые факты из жизни кинобогемы. Но при этом кто-то очень хочет помешать тому чтобы дело дошло до конца.